# North Hinksey
North Hinksey är en ort i civil parish Botley and North Hinksey, i distriktet Vale of White Horse, i Storbritannien. Den ligger i grevskapet Oxfordshire och riksdelen England, i den södra delen av landet, 80 km väster om huvudstaden London. North Hinksey ligger 64 meter över havet och antalet invånare är 4 316.
Terrängen runt North Hinksey är platt. Runt North Hinksey är det mycket tätbefolkat, med 2 345 invånare per kvadratkilometer. Närmaste större samhälle är Oxford, 2,5 km öster om North Hinksey. Trakten runt North Hinksey består till största delen av jordbruksmark.